# خط عرض 57° جنوب
خط عرض 57° جنوب هي إحدى دوائر العرض الجغرافية، وهي دوائر وهمية تحيط بالكرة الأرضية، وموازية لخط الاستواء، وتتميز هذه الدائرة بأن الأراضي الواقعة عليها تنتمي للمنطقة المعتدلة الباردة.

## حول العالم
خط عرض 57° جنوب يبدأ من خط الزوال الأولي ويتجه شرقا ويمر عبر:
| الإحداثيات                            | البلد أو الإقليم أو البحر | ملاحظات |
| ------------------------------------- | ------------------------- | --- |
| 57°0′S 0°0′E / 57.000°S 0.000°E       | المحيط الأطلسي            | |
| 57°0′S 20°0′E / 57.000°S 20.000°E     | المحيط الهندي             | |
| 57°0′S 147°0′E / 57.000°S 147.000°E   | المحيط الهادئ             | |
| 57°0′S 67°16′W / 57.000°S 67.267°W[1] | المحيط الأطلسي            | مرورا بشمال Vindication Island و Candlemas Island, جورجيا الجنوبية وجزر ساندويتش الجنوبية (تملكه الأرجنتين) |